# Souled American
I Souled American sono una band alternative country di Chicago attiva soprattutto fra la fine degli anni ottanta e l'inizio dei novanta.
Il gruppo è originario di Normal, una città universitaria dell’Illinois centrale, e ruota intorno alle figure di Chris Grigoroff (voce e chitarra) e Joe Adducci (anche bassista), che prima suonava negli Uptown Rulers. I Souled American hanno registrato quattro album per la Rough Trade, ottenendo inizialmente una discreta attenzione del pubblico e della critica sia in Nord America che in Europa. Nel 1991, il batterista Jamey Barnard abbandonò la band; l’anno seguente fu pubblicato il quarto album, "Sonny" (l'ultimo per la Rough Trade): otto dei dieci brani sono cover. Dopo quattro album, un tour con i Camper Van Beethoven, e il buon giudizio della critica (controbilanciato dall’infimo riscontro commerciale, come più tardi ribadito dall'etichetta: "Con le varie uscite vendevano sempre di meno") [aggiungere riferimento], vengono piantati dalla Rough Trade e a quanto pare si sciolgono. Tornano nel 1994 con “Frozen” e nel 1997 con "Notes Campfire", usciti entrambi per la sotterranea etichetta tedesca Moll Tonträger. Dopo il 1996, il chitarrista Scott Tuma abbandona la band, senza alterare gli equilibri del sodalizio Grigoroff - Adducci. Da allora i membri rimasti proseguono con apparizioni occasionali nella loro città e con brevi tour che includono anche date a New York, Chicago e nell'Ohio, ma registrando raramente qualcosa di nuovo. Un tardivo interesse giunge con la riedizione dei primi quattro album su Tumult Records nel 1999. Nel 1997 l'artista newyorkese Camden Joy crea il progetto grafico "Fifty Posters About Souled American" (Cinquanta poster sui Souled American; a lavoro realizzato la cifra superò l’obiettivo dei 50), consistente in commenti e contributi dattiloscritti di vari artisti e musicisti su questa band per lo più dimenticata, che poi vennero distribuiti da Joy nel Greenwich Village. 
Lo stile del gruppo evolve rapidamente già dai primi album, diventando sempre più introspettivo e innovativo. L'unica costante è l'emozionalità che Grigoroff conferisce alla sua voce nasale e i fraseggi suonati da Adducci col suo inconsueto strumento a sei corde Fender Bass VI. Mentre "Fe" rimane un album di rock piuttosto scarno, il secondo "Flubber" lascia già intrasentire gli esiti di "Notes Campfire".
Dopo essersi separato dalla band, Scott Tuma pubblica tre album solisti: "Hard Again" (per la Atavistic), "The River 1 2 3 4" (Truckstop Records) e "Not for Nobody" (per la Digitals). Nella temperie di Chicago, Pubblica anche un CD con lo pseudonimo Good Stuff House nel 2006 con membri degli Zelienople e partecipa a fasi alterne alle sessioni dei Boxhead Ensemble.
Il solo materiale in studio reperibile dopo il 1997 è una cover di Kris Kristofferson, "Please Don’t Tell Me How the Story Ends", in un album tributo del 2002, e “Ringside Suite”, un inedito (corredato di intervista) incluso nella compilation allegata al quarto numero della rivista Yeti. È l'unico brano registrato dal gruppo nell’arco di dieci anni, nonché la sola registrazione in cui appare la formazione ridotta al duo Adducci – Grigoroff.
Nel 2006, a maggio, la band riappare per uno spettacolo al DuKum Upp di Kirsville, nel Missouri. Nel 2007, in estate, suonano due spettacoli in Colorado e nel Wyoming e comunicano l’uscita di materiale inedito in preparazione nel loro rifugio di Charleston, in Illinois. Il nuovo album sarebbe stato il primo dopo un silenzio di una ventina d'anni.

## Formazione
- Joe Adducci, basso, voce
- Chris Grigoroff, chitarra, voce
- Scott Tuma, chitarra (fino al 1996)
- Jamey Barnard, batteria (fino al 1991)

## Discografia

### Per la Rough Trade Records
- 1988: Fe
- 1989: Flubber
- 1990: Around the Horn
- 1992: Sonny

### Per la Moll Tonträger
- 1994: Frozen
- 1997: Notes Campfire

### Per la tUMULt Records
- 1999: Framed – cofanetto di 4 CD che contiene la riedizione dei primi 4 album

### Contributi a Compilation
- 2002: "Please Don't Tell Me How the Story Ends" in "Nothing Left to Lose: A Tribute to Kris Kristofferson"
- 2006: "Ringside Suite" nella raccolta di Yeti 4